# Pia Leweling
Pia Leweling (* 4. Januar 1998 in Paderborn, jetzt Pia Konprecht) ist eine ehemalige deutsche Volleyballspielerin.

## Karriere
Pia Leweling spielte in der Jugend Volleyball in ihrer ostwestfälischen Heimat beim SC Grün-Weiß Paderborn. 2013 kam sie ins Volleyball-Internat des USC Münster, wo sie zunächst im Nachwuchsteam in der Zweiten Bundesliga Nord spielte. Hier entwickelte Leweling sich schnell zur Stammspielerin und war in der Saison 2014/15 auch Kapitänin, wobei sie mehrfach als „Most Valuable Player“ ausgezeichnet wurde. In der Saison 2015/16 stand die Außenangreiferin im Kader der ersten Mannschaft, mit dem sie am 24. Oktober beim 3:0-Sieg gegen den VC Olympia Berlin ihren ersten Bundesliga-Einsatz hatte. 2016 wechselte Leweling zum Zweitligisten VC Printus Offenburg, mit dem sie 2018 und 2019 den Meistertitel gewann. Von 2019 bis 2021 spielte Leweling in der Schweiz bei VC Kanti Schaffhausen, mit dem sie 2021 den nationalen Pokal gewann. Danach kehrte sie zurück in die deutsche Bundesliga zum 1. VC Wiesbaden. 2022 wechselte Leweling zum Ligakonkurrenten SC Potsdam, mit dem sie am 1. November 2022 in der Porsche-Arena in Stuttgart den VBL-Supercup gegen den Allianz MTV Stuttgart gewinnen konnte. Nach dem Gewinn der deutschen Vizemeisterschaft verließ sie 2023 den SC Potsdam und beendete ihre Volleyballkarriere.
Von 2012 bis 2016 spielte Pia Leweling auch in der deutschen Jugend- und Juniorinnen-Nationalmannschaft. Als Kapitänin führte sie die U18-Nationalmannschaft 2015 im Frühjahr bei der Europameisterschaft in Bulgarien und im Sommer bei der U18-Weltmeisterschaft in Peru jeweils zu Platz sechs. Mit der U19-Nationalmannschaft erreichte Leweling im Sommer 2016 bei der Europameisterschaft in Ungarn und der Slowakei Platz sieben. Mit der deutschen Volleyball-Auswahl belegte sie Anfang August 2023 zum Abschluss ihrer Karriere bei den Summer World University Games in Chengdu (China) den sechsten Platz.

## Studium
Leweling studierte von 2016 bis 2019 Psychologie an der Albert-Ludwigs-Universität Freiburg und schloss mit dem Bachelor ab. Von 2021 bis 2022 studierte sie Psychologie an der Hochschule DIPLOMA und schloss mit dem Master in Wirtschaftspsychologie (M. Sc.) ab. Ihre Masterthesis trägt den Titel „Leistungskriterien und -kompetenzen aus dem Leistungssport übertragen auf das Erleben und Verhalten von Mitarbeitenden in Wirtschaftsunternehmen - Ein Review“.

## Privates
Leweling heiratete am 1. Juli 2023 den ehemaligen Faustballer und Kommunalpolitiker Stefan Konprecht.